# Calixto García, Cuba
Calixto García là một đô thị ở tỉnh Holguín của Cuba. Trung tâm hành chính nằm ở thị xã Buenaventura.
Đô thị này được đặt tên theo Calixto García e Iñiguez, một anh hùng trong chiến tranh giành độc lập.

## Thông tin nhân khẩu
Năm 2004, đô thị Calixto García có dân số 57.867 người. Diện tích là 617 km² (238,2 mi²), với mật độ dân số là 93,8người/km² (242,9người/sq mi).